# Margaux Sieracki
Margaux Sieracki, née le 17 juin 1999 à Croix, est une athlète française, spécialiste des épreuves de fond.
Elle est double championne de France de cross country sur le cross court.

## Carrière
Margaux Sieracki est médaillée d'argent par équipe espoir aux Championnats d'Europe de cross-country 2021 à Dublin.
Elle remporte la finale du 3 000 mètres aux Championnats de France d'athlétisme en salle 2022 à Miramas. Puis elle devient à nouveau championne de France quelques semaines plus tard, en remportant le cross court lors des Championnats de France de cross aux Mureaux.
Le 9 mars 2024, elle devient pour la seconde fois championne de France de cross court de cross-country.
Le 9 juin 2024, elle finit 16ème au championnat d'Europe à Rome

## Records
| Épreuve       | Épreuve   | Temps          | Lieu   | Date            |
| ------------- | --------- | -------------- | ------ | --------------- |
| 5 km (route)  | Plein air | 15 min 32 s    | Monaco | 12 février 2022 |
| 10 km (route) | Plein air | 31 min 59 s    | Ibiza  | 29 janvier 2023 |
| Semi-marathon | Plein air | 1h 09 min 49 s | Lille  | 17 mars 2024    |